# 秋山ゆかり
秋山 ゆかり（あきやま ゆかり、1973年1月25日- ）は、日本の経営コンサルタント、ソプラノ歌手。株式会社Leonessa代表取締役社長、サービス創新研究所客員研究員。

## 経歴
神奈川県横浜市生まれ。世田谷区立二子玉川小学校、Woodlands Academy of the Sacred Heartを経て、イリノイ大学アーバナ・シャンペーン校情報科学学部及び統計学部卒業。奈良先端科学技術大学院大学情報処理学工学修士(M.E.)取得。インテル株式会社、ボストン・コンサルティング・グループ、ゼネラル・エレクトリック、日本アイ・ビー・エム株式会社を経て、2012年株式会社Leonessa設立。尚美学園大学芸術情報学部音楽表現学科非常勤講師(2013年～2015年）。明治大学サービス創新研究所客員研究員(2015年～2023年）。サービス創新研究所客員研究員（2023年～）。株式会社モルフォ　取締役（2023年～）。GMOグローバルサイン・ホールディングス株式会社　取締役（2024年～）。国立研究開発法人日本医療研究開発機構(AMED)　医療研究開発革新基盤創生事業(CiCLE)　科学技術調査員（2024年～）。

## 著書
- 自由に働くための仕事のルール（ディスカヴァー・トゥエンティワン、2018年5月)　ISBN 978-4799322628
- 自由に働くための出世のルール（ディスカヴァー・トゥエンティワン、2018年5月)　ISBN 978-4799322635
- 考えながら走る（早川書房、2013年10月) ISBN 978-4152094094
- 1日30分「思考力」エクササイズ （PHP研究所、2007年12月）ISBN 978-4569697055
- キャリアアップEnglishダイアリー （ジャパンタイムズ、2007年11月）ISBN 978-4789012881
- 「稼ぐ力」の育て方 （PHP研究所、2006年10月）ISBN 978-4569648330
- ミリオネーゼの仕事術[入門] （ディスカヴァー・トゥエンティワン、2004年7月） ISBN 978-4887593213

共著
- 「2022年」を見据えた研究テーマ　発掘の実践ノウハウ集 （技術情報協会、2012年7月）
- 医療機関の個人情報保護対策 （中央経済社、2005年4月）
- 消費者金融サービス辞典 （敬文堂、2000年6月）

共訳
- UNIXカーネルの魔法 （ピアソンエデュケーション、1997年1月）

## ディスコグラフィー
CD
- コンピレーション・アルバム ライブシーンを彩る女神たち（2012年4月）
- Glitter and be CARRIE (2011年7月)

## 出演
- 題名のない音楽会 （テレビ朝日、2011年4月10日）